# 單囊齒唇蘭
單囊齒唇蘭（学名：Odontochilus inabae）为蘭科齒唇蘭屬下的一个种。

## 扩展阅读
- 維基物種上的相關：單囊齒唇蘭